# Khoy
Khoy (în azeră: خوی, în persană: خوی, și scriinduse cu alfabetul latin: Khoy sau Khoi) este un oraș din capitala Provinciei Khoy din Iran. În 2012, populația a ajuns la 200.985. Khoy este cel mai mare oraș din Regiunea Azerbaijan

## Istorie
Khoy a fost numit din vremea antică pentru minele de sare de acolo, fiind un loc important de pe Drumul Mătăsii. Acum 3.000 de ani, un oraș exista în zona unde se află Khoy acum, dar numele său devine „Khoy” doar de 14 secole. În 714 î. e. n., Sargon al II-lea i-a dat regiunea în care se află Khoy, Regiunii Urartu.